# Brenda Vaccaro
Brenda Buell Vaccaro (New York, 18 november 1939) is een Amerikaans actrice. Zij werd in 1976 genomineerd voor een Academy Award voor haar bijrol als Linda Riggs in Once Is Not Enough. Tot de acteerprijzen die haar daadwerkelijk werden toegekend behoren een Emmy Award voor de televisiefilm The Shape of Things (1973), een Golden Globe voor Once Is Not Enough en de prijs voor beste actrice op het Filmfestival van Sitges voor de horror-thriller Death Weekend (1976).
Vaccaro debuteerde in 1969 op het witte doek als Molly Hirsch in Where It's At. Dat bleek haar eerste van meer dan twintig filmrollen, meer dan 45 inclusief die in televisiefilms. Daarnaast gaf Vaccaro gestalte aan verschillende wederkerende personages in televisieseries, zoals aan Julia Blake in Paper Dolls. Ook leende ze haar stem aan het personage Bunny Bravo in de tekenfilmserie Johnny Bravo.
Vaccaro trouwde in 1986 met Guy Hector, haar vierde echtgenoot. Eerder was ze getrouwd met componist Martin Fried (1965-1970), met William Bishop (1977-1978) en met Charles Cannizzaro (1981-1982).

## Filmografie
*Exclusief 20+ televisiefilms
| - Once Upon a Time in Hollywood (2019) - 30-Love (2017) - The Clapper (2017) - Kubo and the Two Strings (2016, stem) - Just Let Go (2015) - The Boynton Beach Bereavement Club (2005) - Charlotte's Web 2: Wilbur's Great Adventure (2003, stem) - Sonny (2002) - The Mirror Has Two Faces (1996) - Siegfried & Roy: Masters of the Impossible (1996, stem) - Love Affair (1994) - Masque of the Red Death (1991) - Lethal Games (1990) - Cookie (1989) - Ten Little Indians (1989) | - Heart of Midnight (1988) - Water (1985) - Supergirl (1984) - Zorro, the Gay Blade (1981) - The First Deadly Sin (1980) - Fast Charlie... the Moonbeam Rider (1979) - Capricorn One (1977) - Airport '77 (1977) - Death Weekend (1976) - Once Is Not Enough (1975) - Going Home (1971) - Summertree (1971) - I Love My Wife (1970) - Midnight Cowboy (1969) - Where It's At (1969) |

## Televisieseries
*Exclusief eenmalige gastrollen
- Gypsy - Claire Rogers (2017, tien afleveringen)
- Johnny Bravo - Bunny Bravo (1997-2004, 55 afleveringen - stem)
- The Critic - Ardeth (1994, vier afleveringen - stem)
- De Smurfen - Greintje (1986-1989)
- Paper Dolls - Julia Blake (1984, dertien afleveringen)
- The Love Boat - Eleanor Savage (1984, twee afleveringen)

- Biblioteca Nacional de España: XX1297211
- Bibliothèque nationale de France: cb14001739x (data)
- Gemeinsame Normdatei: 1049676157
- International Standard Name Identifier: 0000 0000 8188 0281
- Library of Congress Control Number: n91046519
- Nationale Bibliotheek van Israël: 987007445385905171
- Nederlandse Thesaurus van Auteursnamen: 336392125
- SNAC: w6b12t2v
- Système universitaire de documentation: 067205526
- Virtual International Authority File: 236220884